# Christopher Isherwood
Pour les articles homonymes, voir Isherwood.
Œuvres principales
- Adieu à Berlin
- Un homme au singulier

Christopher Isherwood est un écrivain britannique, naturalisé américain en 1946, né le 26 août 1904 à Disley (comté de Cheshire) et mort le 4 janvier 1986 à Santa Monica (Californie).

## Biographie

### Enfance et jeunesse
Un an après le mariage de sa mère Kathleen et de son père Frank revenu de la guerre des Boers, Christopher Isherwood voit le jour à Wyberslegh Hall, High Lane à Disley. Dans sa petite enfance, il habite à divers endroits au gré des affectations de son père qui est lieutenant-colonel dans l'armée britannique. De 1914 à 1918, il étudie à l'école Saint-Edmund dans le Surrey où il rencontre W. H. Auden dont il restera l'ami tout au long de sa vie. En mai 1915, son père est tué en menant un assaut désespéré lors de la deuxième bataille d'Ypres. De 1919 à 1922, il étudie à Repton School où il fait la connaissance de Edward Upward. De 1923 à 1925, lors de ses études au Corpus Christi College de Cambridge, Auden lui fait connaître Stephen Spender avec lequel il était à l'université d'Oxford. Il quitte cet établissement en 1925 sans obtenir de diplôme, car il échoue délibérément à ses examens.
Pendant cinq ans, il vit avec le violoniste français André Mangeot en tant que secrétaire de son quatuor à cordes. Simultanément, il gagne sa vie en donnant des cours particuliers, de 1928 à 1929, puis étudie la médecine au King's College de Londres, qu'il quitte au bout de six mois et, à l'occasion, conseille Auden, qui lui envoie ses poèmes à commenter. En 1928, il écrit sa première nouvelle All the Conspirators, un pastiche de la littérature à la mode dont l'anti-héros est un jeune homme étouffé psychologiquement par sa mère.

### Berlin

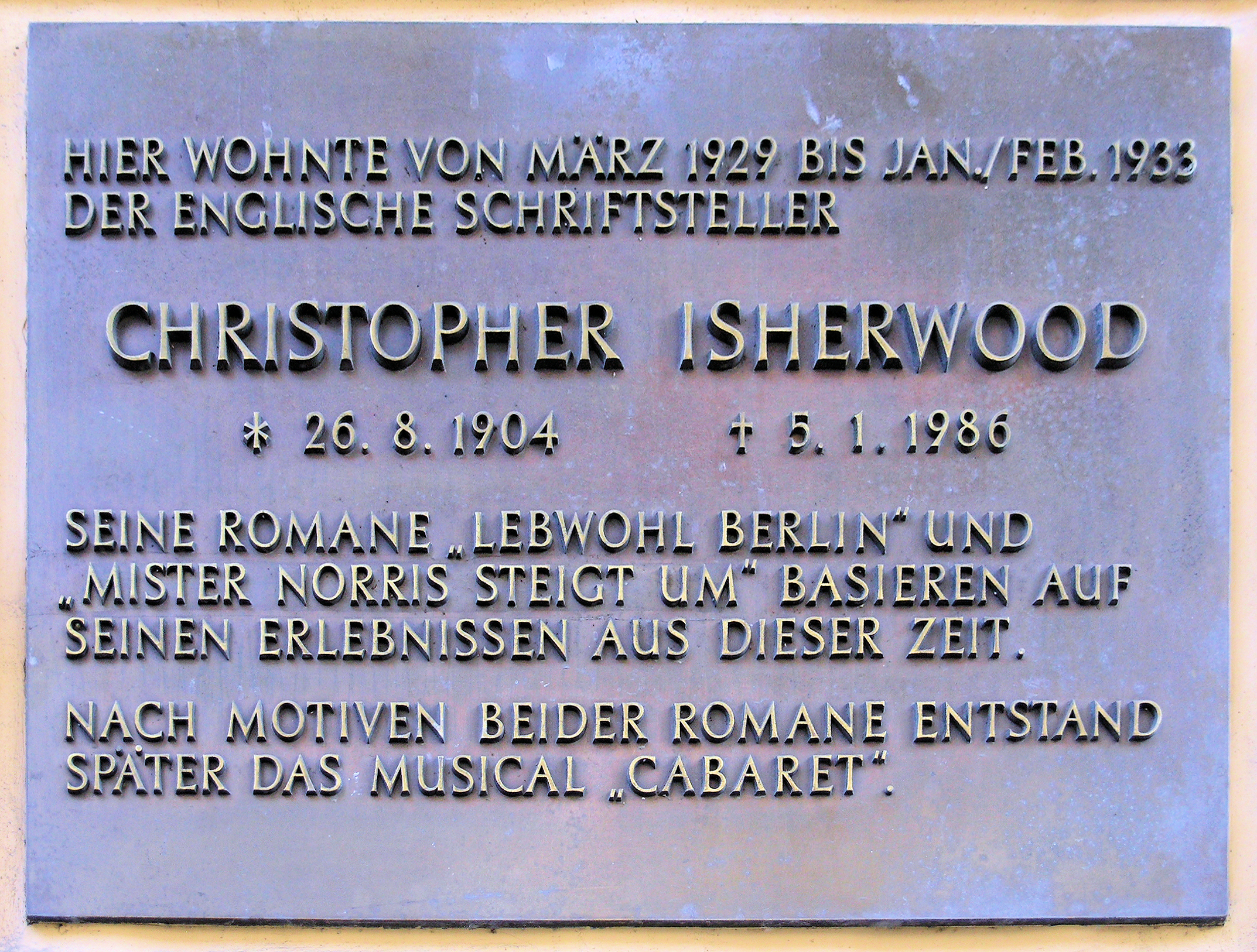
Plaque commémorative au no 17 de la Nollendorfstraße dans le quartier de Schöneberg, rappelant le séjour d'Isherwood dans cette maison de Berlin.

Rejetant l'élite conservatrice britannique qui ne comprendrait pas son attirance pour les hommes, en 1929 il se réfugie à Berlin, capitale culturelle de l'entre-deux-guerres et de la république de Weimar, où il compte passer quelques semaines avec Auden. Il y restera jusqu'en 1933, année où le parti nazi prend le pouvoir et le chasse d'Allemagne.
Deux ans auparavant, en 1931, il avait rencontré Jean Ross, une actrice et chanteuse britannique qui servira de modèle au personnage de Sally Bowles, comme Gerald Hamilton l'inspirera pour celui de M. Arthur Norris; enfin, en septembre, le poète William Plomer lui présente Edward Morgan Forster qui devient rapidement son mentor (à sa mort, en 1970, ce dernier lui léguera les droits d'auteur de Maurice). En 1932, il rencontre Gerald Heard et, la même année, publie Le Mémorial (The Memorial), qui exprime par le biais de la fiction les conflits qui l'opposent à sa mère.
Pendant quatre ans, il enseigne l'anglais et cède sans retenue à sa passion pour les beaux jeunes gens dans une société allemande alors très permissive. C'est ainsi qu'il fera la connaissance de Heinz Neddermeyer, son premier grand amour. Il évoque la vie sexuelle underground berlinoise dans des écrits qui inspireront John Henry Mackay pour The Hustler (Le Prostitué). Ces années sont décrites dans Adieu à Berlin (Berlin Stories), recueil de nouvelles paru en 1945 incluant Mr. Norris change de train (Mr. Norris Changes Trains, 1935), Sally Bowles (1937) et Adieu à Berlin (Goodbye to Berlin, 1939). L'œuvre est adaptée au théâtre sous le titre I Am a Camera par John Van Druten; la première a lieu le 8 novembre 1951 à Hartford (Connecticut) et sera reprise le même mois à Broadway. En 1955, une première version cinématographique est réalisée par Henry Cornelius sous le titre Une fille comme ça (I Am a Camera); en 1966, à New York, John Kander et Fred Ebb en font une comédie musicale, Cabaret, qui sera adaptée au cinéma en 1972, par Bob Fosse sous ce titre. C'est Cabaret, dans lequel Sally Bowles est incarnée par Liza Minnelli. Cette dernière se verra remettre pour ce rôle l'Oscar de la meilleure actrice.
Une plaque commémorative, sur la maison où vécut Isherwood, au no 17 Nollendorfstraße, dans le quartier de Schöneberg, rappelle son séjour à Berlin.

### Avant-guerre
Durant les années précédant la Seconde Guerre mondiale, Isherwood voyage à travers l'Europe ; il séjourne notamment à Copenhague et à Sintra. Il collabore aussi à l'écriture de trois pièces de théâtre avec Auden : Le Chien sous la peau (1935), L'Ascension de F6 (1937) et Sur la frontière (1938). C'est pendant cette période qu'il écrit Le Lion et son ombre (1938), titre emprunté à une nouvelle qu'il comptait écrire et qui devient le récit semi-autobiographique de son enfance et de sa jeunesse.
En 1938, Auden et Isherwood voyagent en Chine, alors ravagée par la guerre civile et l'invasion japonaise, ce qui fournira la matière du Journal de guerre en Chine (1939).

### Vie américaine
Après un premier voyage aux États-Unis en juillet 1938, il quitte à nouveau Londres avec Auden, le 19 janvier 1939, et débarque aux États-Unis le 26 janvier. Le couple passe quelques mois à New York, mais au printemps, Isherwood s'installe en Californie où il gagne sa vie en écrivant des scénarios pour Hollywood et en donnant des cours tandis qu'Auden reste sur la côte Est. L'exil américain de l'écrivain est diversement apprécié par la presse britannique en ces temps où la Grande-Bretagne s'apprête à déclarer la guerre à l'Allemagne.
À Hollywood, en 1939, Isherwood poursuit ses rencontres spirituelles avec l'historien Gerald Heard, fondateur du monastère de Trabuco Canyon, qu'il avait offert à la Vedanta Society de Californie du Sud. Il adhère à la philosophie hindouiste Védanta, comme Aldous Huxley, Bertrand Russell, Christopher Wood, John Yale et Jiddu Krishnamurti, entre autres. Grâce à Huxley, il se lie d'amitié avec le compositeur russe, naturalisé français en 1934, Igor Stravinsky.
En juillet 1940, il hérite de Wyberslegh Hall, que ses ancêtres, des fermiers prospères, avaient acheté au XVIe siècle, et fait don de ce manoir élisabéthain entouré d'un vaste domaine, à son frère Richard. La même année, il embrasse la religion hindouiste à la suite de la rencontre avec Swami Prabhavananda. Mon gourou et son disciple (My Guru and His Disciple) narre cette relation décisive dans la vie de l'écrivain britannique ; au fil du temps, il effectue de nombreuses traductions de textes relatifs à cette philosophie, qui va influencer son œuvre littéraire.
À la veille de la Seconde Guerre mondiale, il affiche ses positions pacifistes et, pendant le conflit, de 1941 à 1942, il se rend à Haverford en Pennsylvanie, dans un foyer quaker où il travaille avec des réfugiés allemands en tant qu'objecteur de conscience. En 1943, il passe 6 mois dans un Centre Vedanta. Il rencontre par hasard, dans une librairie de Los Angeles, Ray Bradbury, auteur notamment des Chroniques martiennes, dont il fera une critique élogieuse. Cela stimulera la carrière de cet écrivain de science-fiction et marquera le début de leur amitié.
Le 8 novembre 1946 il obtient la citoyenneté américaine, ce qui l'oblige à faire son service militaire ; toutefois, faisant valoir le volontariat accompli entre 1941 et 1942 auprès de réfugiés européens dans son foyer quaker, il obtient le statut d'objecteur de conscience. Il vit alors avec le photographe William (Bill) Caskey, avec qui il voyage en l'Amérique du Sud en 1947. Il en tireront Le Condor (1949), dont le texte est d'Isherwood et les photographies de Caskey.

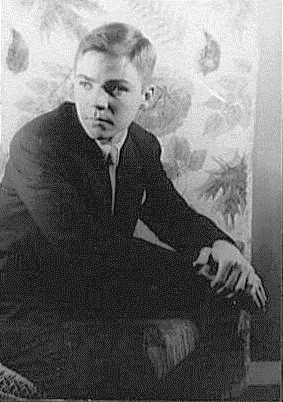
Donald Bachardy.

En 1953, le jour de la Saint-Valentin, (le 14 février), à 48 ans, il rencontre Don Bachardy chez des amis sur la plage de Santa Monica. Surmontant plusieurs crises, Isherwood ne quittera plus ce portraitiste américain âgé de 18 ans. La différence d'âge fait jaser, mais ils parviennent tout de même à s'intégrer dans la société californienne et se font de nombreux amis. Au début de leur vie commune, Isherwood écrit Le Monde au crépuscule, méditation d'un jeune écrivain sur ses échecs amoureux et ses désirs homosexuels. Bachardy dactylographie le manuscrit. Leur vie commune est illustrée par le film Chris & Don: A Love Story (2007).
En 1968, David Hockney peint le double portait monumental : Christopher Isherwood et Don Bachardy,  acrylique sur toile, 303 x 212 cm. Collection particulière
De 1959 à 1962, Isherwood est sollicité pour animer des ateliers d'écriture au Los Angeles State College (devenue Université d'État de Californie à Los Angeles) puis, de 1965 à 1966, sur le campus de l'Université de Californie à Santa Barbara, à Riverside et Los Angeles.
Quand sa mère meurt, le 15 juin 1960, à l'âge de 91 ans, il refuse d'assister à son enterrement. Il reste vivre en Californie, où il situe Un homme au singulier (1964), sans doute son roman le plus connu. Il raconte une journée dans la vie de George, homosexuel d'âge mûr qui se retrouve seul après la mort de son compagnon, Jim. Ce récit sera adapté au cinéma par Tom Ford en 2009 sous le titre A Single Man. Toujours en 1964, il est le scénariste du film de Tony Richardson Le Cher disparu, d'après le roman d'Evelyn Waugh, une satire d'une ironie grinçante sur le business des entreprises privées de pompes funèbres aux États-Unis.
En 1973 disparaissent W. H. Auden et Jean Ross.
Il est nommé au Nebula Award en 1975 pour le scénario de Frankenstein: The True Story, téléfilm réalisé par Jack Smight, et reçoit la médaille Brandeis pour l'ensemble de son œuvre. En 1976 paraît Christopher and His Kind ; Heinz, qui entre-temps s'est marié et est devenu père d'un petit garçon baptisé Christophe en hommage à leur amitié, en est très choqué[pourquoi ?] ; ils ne se reverront plus. Swami Prabhavananda disparaît à la même époque, puis c'est le tour de son frère Richard, en 1979.
En 1981 il déclare un cancer de la prostate qui l'emportera le 4 janvier 1986, chez lui, à Santa Monica. Bachardy, devenu un dessinateur renommé, exécute pour la postérité les derniers portraits de son compagnon.

## Œuvres

### Romans
- All the Conspirators (1928) Publié en français sous le titre Tous les conspirateurs, traduit par Léo Dilé, Julliard, 1968 ; réédition, Paris, UGE, coll. « 10/18. Domaine étranger » no 1452, 1981  (ISBN 2-264-00390-1) ; réédition, Paris, Fayard, 2012  (ISBN 978-2-213-66670-9) ; réédition, Paris, Grasset, coll. « Les cahiers rouges », 2015  (ISBN 978-2-246-85083-0)
- The Memorial (1932) Publié en français sous le titre À quatre temps, traduit par Henri de Briel et Guillot de Saix, Paris, éditions Nagel, coll. « Les grands romans étrangers », 1945 ; réédition sous le titre Le Mémorial, dans une nouvelle traduction par Michel Doury, Paris, C. Bourgois, 1988  (ISBN 2-267-00534-4) ; réédition, Paris, C. Bourgois, coll. « 10/18. Domaine étranger » no 2139, 1990  (ISBN 2-264-01362-1) ; réédition, Paris, C. Bourgois, 2001  (ISBN 2-267-01593-5)
- The Last of Mr. Norris (1935), paru en 1945 sous le titre Mr. Norris changes Trains dans le recueil de nouvelles Berlin Stories Publié en français sous le titre Mr. Norris change de train, traduit par Léo Dilé, Julliard, coll. « Cahier des saisons », 1964 ; réédition, Paris, UGE, coll. « 10/18. Domaine étranger » no 1419, 1981  (ISBN 2-264-00351-0) ; réédition, Paris, Fayard, 2012  (ISBN 978-2-213-66668-6) ; réédition, Paris, Grasset, coll. « Les cahiers rouges », 2014  (ISBN 978-2-246-81139-8)
- Lions and Shadows: An Education in the '20 (1938), roman semi-autobiographique Publié en français sous le titre Le Lion et son ombre, traduit par Maurice-Ian Hilleret, Paris, le Sagittaire, 1947 ; réédition, Paris, le Sycomore, 1984  (ISBN 2-86262-226-5) ; réédition, Paris, Minerve, coll. « Domaine étranger », 1988  (ISBN 2-86931-018-8) ; réédition sous le titre Le Lion et son ombre : une éducation dans les années 1920, dans une nouvelle traduction par Pierre-Emmanuel Dauzat, Paris, Fayard, 2012  (ISBN 978-2-213-66664-8) ; réédition, Paris, Grasset, coll. « Les cahiers rouges », 2016  (ISBN 978-2-246-85082-3)
- Prater Violet (1945) Publié en français sous le titre La Violette du Prater, traduit par Léo Dilé, Julliard, coll. « Cahier des saisons », 1967 ; réédition, Paris, UGE, coll. « 10/18. Domaine étranger » no 1436, 1981  (ISBN 2-264-00365-0) ; réédition, Paris, Fayard, 2013  (ISBN 978-2-213-66671-6) ; réédition, Paris, Grasset, coll. « Les cahiers rouges », 2014  (ISBN 978-2-246-85081-6)
- The World in the Evening (1954) Publié en français sous le titre Le Monde au crépuscule, traduit par Ludmila Savitzky, Paris, Denoël, 1956 ; réédition, Paris, Denoël, 1983  (ISBN 2-207-21194-0) ; réédition, Paris, Fayard, 2013  (ISBN 978-2-213-66667-9)
- Down There on a Visit (1962) Publié en français sous le titre L'Ami de passage, traduit par Michel Ligny, Paris, Gallimard, coll. « Du monde entier », 1964 ; réédition, Paris, Fayard, 2013  (ISBN 978-2-213-66661-7)
- A Single Man (1964) Publié en français sous le titre Un homme au singulier, traduit par Léo Dilé, Paris, Hachette, coll. « Bibliothèque anglaise », 1980  (ISBN 2-01-006505-0) ; réédition, Paris, Seuil, coll. « Points. Roman » no 138, 1984  (ISBN 2-02-006719-6) ; réédition, Paris, Fayard, 2010  (ISBN 978-2-213-65491-1) ; réédition, Paris, Grasset, coll. « Les cahiers rouges », 2014  (ISBN 978-2-246-85080-9)
- A Meeting by the River (1967) Publié en français sous le titre Rencontre au bord du fleuve, traduit par Léo Dilé, Paris, Flammarion, coll. « Bibliothèque anglaise », 1982  (ISBN 2-08-064443-2) ; réédition, Paris, 10/18, coll. « Domaine étranger » no 3335, 2001  (ISBN 2-264-03187-5) ; réédition, Paris, Fayard, 2014  (ISBN 978-2-213-66669-3)

### Recueils de nouvelles
- The Mortmere Stories (1920), nouvelles écrites en collaboration avec Edward Upward dont une seule fut publiée de son vivant. Certaines furent résumées dans Le Lion et son ombre, mais l'intégralité ne fut publiée qu'en 1994.
- Goodbye to Berlin (1939), reprend la nouvelle Sally Bowles (1937). Recueil réédité en 1945, avec Mr. Norris change de train, sous le titre Berlin Stories. Publié en français sous le titre Intimités berlinoises, traduit par Ludmila Savitzky, Paris, Éditions de la revue "Fontaine", coll. « La Malle de la Manche » no 2, 1946 ; réédition de la même traduction sous le titre Adieu à Berlin, Paris, Hachette, coll. « Bibliothèque anglaise », 1980  (ISBN 2-01-006504-2) ; réédition, Paris, J'ai lu no 1213, 1981  (ISBN 2-277-21213-X) ; réédition, Paris, Seuil, coll. « Points. Roman » no 503, 1992  (ISBN 2-02-013012-2) ; réédition, Paris, Hachette littératures, 2002  (ISBN 2-01-235645-1) ; réédition, Paris, LGF, coll. « Le Livre de poche. Biblio » no 3394, 2004  (ISBN 2-253-13094-X) ; réédition, Paris, Fayard, 2013  (ISBN 978-2-213-66672-3) ; réédition, Paris, Grasset, coll. « Les cahiers rouges », 2014  (ISBN 978-2-246-81138-1)
- Exhumations (1966), recueil regroupant des nouvelles, articles et poèmes Publié en français sous le titre Les Joyaux de l'architecture belge, Paris, LGF, coll. « Le Livre de poche. Biblio » no 3401, 2004  (ISBN 2-253-09925-2)

### Théâtre
- The Dance of Death (1933), pièce en 1 acte écrite en collaboration avec W. H. Auden
- The Dog Beneath the Skin (1935), (littéralement : Le chien sous la peau), aussi parue sous le titre ou Where is Francis?, pièce de théâtre en 3 actes écrite en collaboration avec W. H. Auden
- The Ascent of F6 (1937) (littéralement: L'Ascension de F6), pièce de théâtre écrite en collaboration avec W. H. Auden et adaptée à la télévision (voir ci-dessous)
- On the Frontier (1938) (littéralement: Sur la frontière), sa dernière pièce de théâtre écrite en collaboration avec W. H. Auden

### Autres publications
- People One Ought to Know (entre 1925 et 1930), 18 poèmes illustrés par Sylvain Mangeot, âgé de 11 ans, fils du violoniste André Mangeot, édités en 1982
- The Intimate Journals of Charles Baudelaire (1930), traduction en anglais des "Journaux intimes (1851-1862)" de Charles Baudelaire
- A Penny For The Poor (1937), réédité sous le titre Threepenny Novel, traduction en collaboration avec Edmond I. Vesey du "Roman de Quat'sous" de Bertolt Brecht
- Sally Bowles (1937)
- Journey to a War (1939), écrit avec W. H. Auden Publié en français sous le titre Journal de guerre en Chine, suivi du Journal de voyage et de poèmes de W.H. Auden, traduit par Béatrice Vierne, Monaco/Paris, Éditions du Rocher, coll. « Anatolia », 2003  (ISBN 2-268-04436-X)
- The Song of The God : the Bhagavad Gita (1944) traduction avec Swami Prabhavananda de "La Bhagavad-Gita" de S. Radhakrishnan
- Jacob's Hands (1944), scénario écrit avec Aldous Huxley pour le cinéma, édité en 1998
- Vedanta For The Western World (1944)
- Shankara's Crest-Jewel of Discrimination (1947), en collaboration avec Swami Prabhavananda
- The Condor and the Cows (1949), journal de voyage en Amérique du Sud Publié en français sous le titre Le Condor, Paris, Rivages, coll. « Bibliothèque étrangère Rivages » no 28, 1990  (ISBN 2-86930-367-X)
- Vedanta for Modern Man (1951)
- What Vedanta Means to Me (1951)
- How to Know God: the Yoga Aphorisms of Patanjali (1953), en collaboration avec Swami Prabhavananda et Patañjali.
- Great English Short Stories (1957), anthologie rassemblée et éditée par Isherwood
- An Approach to Vedanta (1963) Publié en français sous le titre Une approche de Vedânta, traduit par Daniel Bismuth, Monaco/Paris, éditions du Rocher, 2003  (ISBN 2-268-04445-9)
- Ramakrishna and his Disciples (1965)
- Essentials of Vedanta (1969)
- Kathleen and Frank (1972) (Kathleen et Frank) biographie de ses parents
- Christopher and His Kind (1976), récit autobiographique Publié en français sous le titre Christopher et son monde: 1929-1939, Paris, Hachette, coll. « P.O.L. », 1981  (ISBN 978-2010080876)
- My Guru and his Disciple (1980), récit autobiographique Publié en français sous le titre Mon gourou et son disciple, traduit par Léo Dilé, Paris, Flammarion, coll. « Bibliothèque anglaise », 1982  (ISBN 2-08-064442-4) ; réédition, Paris, Flammarion, coll. « 10/18. Domaine étranger » no 3472, 2002  (ISBN 2-264-03233-2) ; réédition, Paris, Fayard, 2014  (ISBN 978-2-213-66666-2)
- October (1983), journal intime Publié en français sous le titre Octobre, traduit par Gilles Barbedette, Marseille, Rivages, 1984  (ISBN 2-903059-46-2) ; réédition, Paris, Payot & Rivages, coll. « Rivages poche. Bibliothèque étrangère » no 284, 1999  (ISBN 2-7436-0553-7)
- The Wishing Tree (1986)
- Where Joy Resides: An Isherwood Reader (1989), anthologie comprenant en texte intégral La Violette du Prater et Un homme au singulier, des chapitres de L'Adieu à Berlin, L'Ami de passage et Le Lion et son ombre, ainsi que des extraits de Exhumations, Kathleen et Frank et Mon gourou et son disciple
- Diaries: 1939-1960 (1996)
- Lost Years: A Memoir 1945-1951 (2000)
- Kathleen and Christopher (2005), lettres à sa mère
- Isherwood on Writing (2007)

## Filmographie

### Scénariste au cinéma
- 1934 : Little Friend (en), film britannique réalisé par Berthold Viertel, scénario de Christopher Isherwood en collaboration avec le réalisateur, Margaret Kennedy et Ernst Lothar
- 1941 : La Proie du mort (Rage in Heaven), film américain réalisé par W. S. Van Dyke, scénariste de Isherwood en collaboration avec Robert Thoeren, Edward Chodorov et James Hilton, adaptation du roman éponyme de ce dernier
- 1943 : Et la vie recommence (Forever and a Day), film collectif réalisé par sept réalisateurs/producteurs et 22 scénaristes dont Isherwood
- 1949 : Un délicieux scandale (Adventure in Baltimore ou Bachelor Bait), film américain réalisé par Richard Wallace, scénario original de Christopher Isherwood en collaboration avec Lionel Houser et Lesser Samuels
- 1949 : Passion fatale (The Great Sinner), film américain réalisé par Robert Siodmak, adaptation du roman Le Joueur de Fiodor Dostoïevski, scénario de Isherwood en collaboration avec Ladislas Fodor et René Fülöp-Miller
- 1956 : Diane de Poitiers (Diane), film américain réalisé par David Miller, scénario de Christopher Isherwood d'après une histoire de John Erskine
- 1965 : Le Cher disparu (The Love One), film américain réalisé par Tony Richardson, adaptation du roman éponyme de Evelyn Waugh par Isherwood et Terry Southern
- 1967 : Le Marin de Gibraltar (The Sailor from Gibraltar), film britannique réalisé par Tony Richardson, adaptation du roman éponyme de Marguerite Duras par Isherwood, le réalisateur et Don Magner

### Scénariste à la télévision
- 1938 : The Ascent of F6, téléfilm britannique, adaptation par Isherwood et W. H. Auden de leur pièce éponyme
- 1973 : Frankenstein: The True Story, téléfilm britannique réalisé par Jack Smight, scénario de Isherwood

### Adaptations de ses œuvres par des tiers

#### Au cinéma
- 1955 : Une fille comme ça (I Am a Camera), film britannique réalisé par Henry Cornelius, scénario de John H. N. Collier, d'après le recueil de nouvelles Adieu à Berlin (Berlin Stories) de Christopher Isherwood et la pièce de théâtre I Am a Camera de John Van Druten
- 1972 : Cabaret, film américain réalisé par Bob Fosse, scénario de Jay Allen et Hugh Wheeler, d'après le recueil de nouvelles "Adieu à Berlin" ("Berlin Stories") de Christopher Isherwood, la pièce de théâtre "I Am a Camera" de John Van Druten et la comédie musicale "Cabaret" écrite par écrite par Joe Masteroff pour le livret et Fred Ebb pour les paroles, sur une musique de John Kander
- 2009 : A Single Man, film américain produit et réalisé par Tom Ford, d'après le roman éponyme d'Isherwood, scénario du réalisateur en collaboration avec David Scearce

#### À la télévision
- 1961 : Wise Guy, épisode 28, saison 1 de la série télévisée américaine First Person (en), scénario de Mavor Moore d'après la nouvelle éponyme d'Isherwood
- 2011 : Christopher and His Kind, téléfilm britannique réalisé par Geoffrey Sax, adaptation du roman semi-autobiographique Lions and Shadows: An education in the '20 et du recueil de nouvelles Adieu à Berlin ; le scénario, signé Kevin Elyot, s'intéresse enssentiellement à la vie de Isherwood avec W. H. Auden

### Acteur
- 1981 : Riches et célèbres (Rich and Famous), film américain de George Cukor : Isherwood est l'un des invités d'une réunion mondaine à Malibu

### Interviews dans des documentaires télévisés
- 1966 : A Stravinsky Portrait, téléfilm documentaire américain réalisé par Richard Leacock et Rolf Liebermann
- 1970 : E.M. Forster 1879-1970, téléfilm documentaire britannique
- 1976 : Memories of Berlin: The Twilight of Weimar Culture, téléfilm documentaire canadien réalisé par Gary Conklin
- 1978 : Charles Laugton, épisode 5, saison 2 de la série télévisée documentaire américaine The Hollywood Greats